# مرگ خالد سعید
خالد سعید جوان ۲۸ ساله مصری که ژوئن ماه سال ۲۰۱۰ بر اثر شدت شکنجه و ضرب وشتم نیروهای پلیس مصر کشته شد.
اتهام وی پخش فیلمی در اینترنت مبتنی بر فساد پلیس بود.
پلیس مدعی است که علت مرگ خالد، بلعیدن مواد مواد مخدر است. اما تصاویر به دست آمده از سردخانه خلاف این مدعاست.

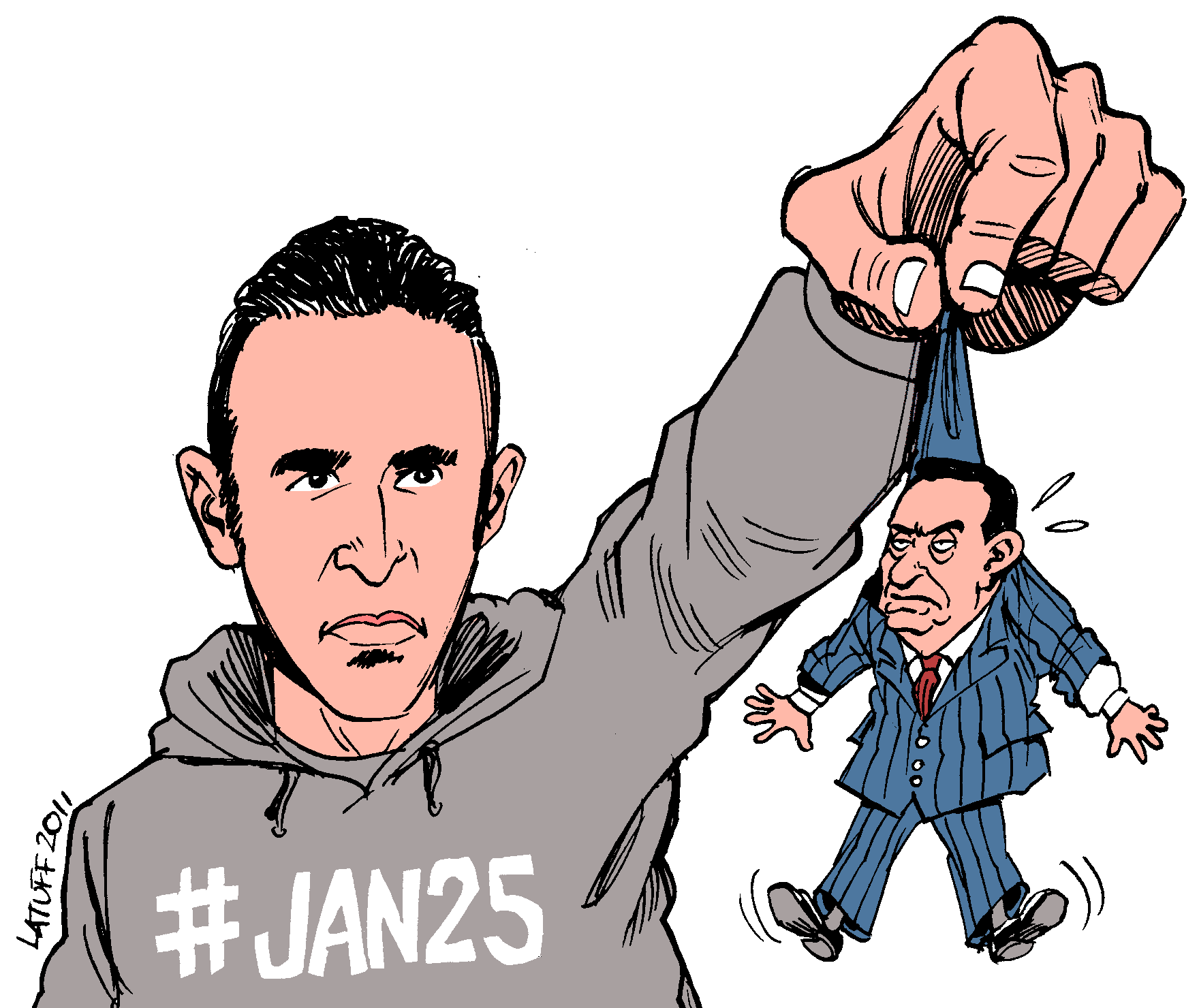

نمازگزاران مصری روز جمعه ۲۴ تیرماه ۱۳۸۹ در اعتراض به قتل خالد و شکنجه دولتی در مصر تظاهرات کردند.